# 抗日戦争第2戦区
抗日戦争第2戦区は1937年盧溝橋事件の勃発後、中華民国国民政府が中国国内を対日本軍作戦の戦争状況により分画した抗日戦争戦区の一つ。第2戦区の所轄範囲は最初は山西省及び察哈爾省であったが、後に戦争の実際の状況により変更が加えられ、1938年、1939年及び1944年の3次の大規模な変更が行われた。

## 1937年
中国戦区の最初の分画は1937年8月に行われたのは、北平及び天津が日本軍に迅速に占領され、日本との和平が達成できないことが確定した後のことだった。同年の第2戦区の区域は山西、察哈爾両省で、長條山争奪戦等の激烈な戦闘を経験してきた。このほかに部隊編成では、第2戦区司令長官が閻錫山で、第6集団軍（楊愛源）、第7集団軍（傅作義）、第18集団軍（朱徳）及び予備軍を含む兵力だった。

## 1938年
1938年、日本軍の増援は迅速で華北での優勢を獲得し、併せて上海を占領したため、中国軍の華北の輸送線が切断された。このため、同年1月に発表された1938年国民革命軍戦闘序列で第2戦区の区域は修正され、山西省及び陝西省西北部と変更され、その戦闘序列は次のとおりとなった。
- 司令長官　閻錫山
- 作戦地区　山西省
  - 南路前敵総司令　衛立煌
  - 北路前敵総司令　傅作義
  - 第18集団軍総司令　朱徳
- 兵力合計　27個歩兵師団、3個歩兵旅団、3個騎兵師団　特種部隊を含まず。

## 1939年
- 司令長官　閻錫山
- 作戦地区　山西省及び陝西省の一部
  - 第14集団軍　衛立煌
  - 第4集団軍　孫蔚如
  - 第5集団軍　曽万鍾
  - 第9軍　郭寄嶠（戦区直轄）
  - 第6集団軍　楊愛源
  - 第7集団軍　傅作義
  - 第18集団軍　朱徳
- 兵力合計　32個歩兵師団、14個歩兵旅団、5個騎兵旅団、その他特殊部隊と地方部隊

## 1944年
- 司令長官　閻錫山
  - 第6集団軍　楊愛源
  - 第7集団軍　趙受綬
  - 第8集団軍　孫楚
  - 第13集団軍　王靖国
  - 第18集団軍　朱徳
  - 直属及び特種部隊

## 1945年（受降区）
第2戦区　陝西省　　日本軍捕虜集結地　曲陽（現河北省保定市曲陽県）